# إنجيبورغ مور
إنجيبورغ مور هي رسامة كندية، ولدت في 8 ديسمبر 1921 في إنسبروك في النمسا، وتوفيت في 5 يناير 2004 في Howe Island ‏ في كندا.